# Estela de Zakkur

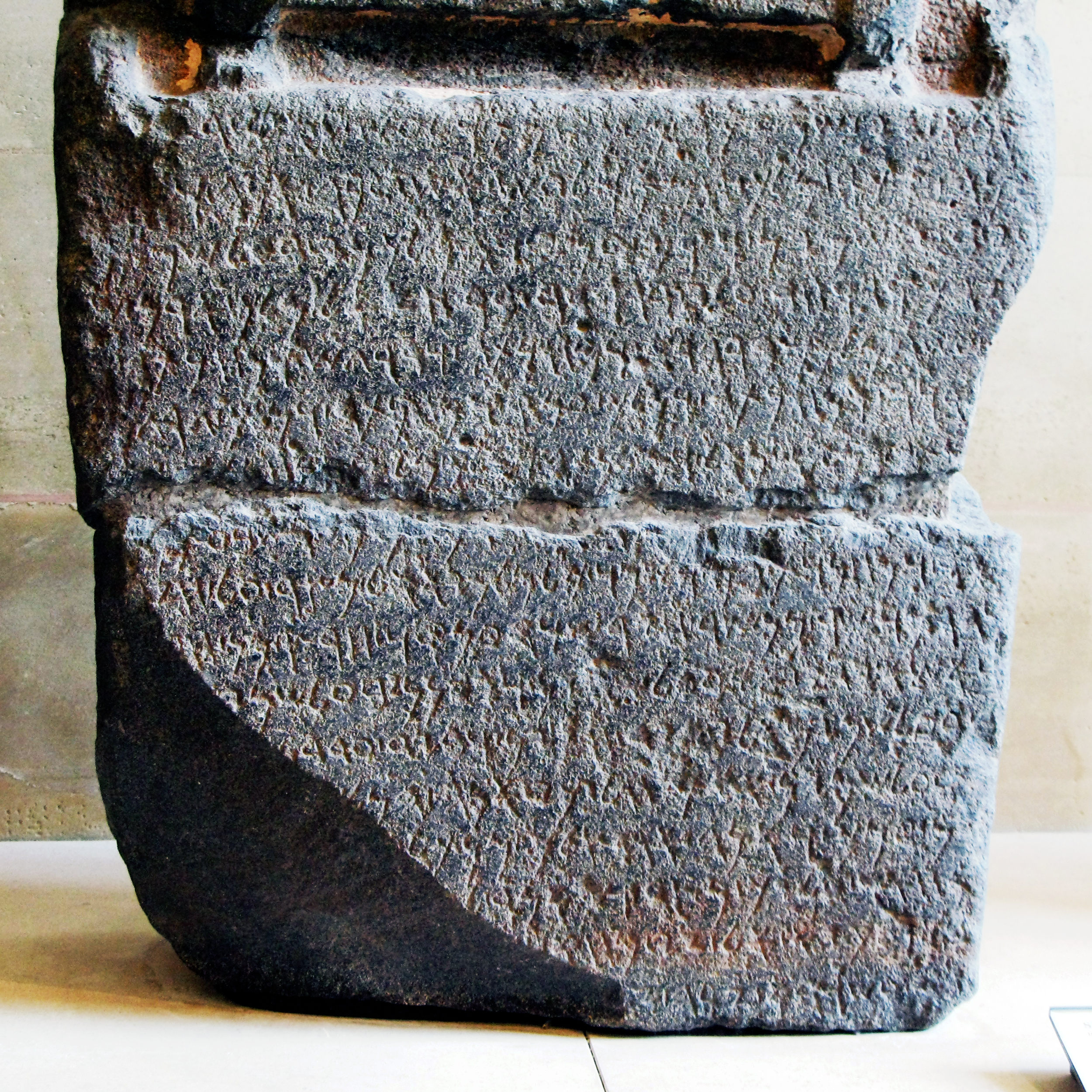
Estela de Zakkur

L'estela de Zakkur (o Zakir o Zakur) és una estela reial descoberta el 1903 a Tell Afis, 45 km al sud-est d'Alep en territori de l'antic regne d'Hamath. El text fou publicat el 1907 i entre altres coses diu:
" Jo sóc Zakkur, rei d'Hamath i de Luash... Bar-Hadad, fill d'Hazael, rei d'Aram, ha unit contra mi a 17 reis... tots aquests reis van assetjar Hazrach... Baalshamayn en va dir: "No tinguis por!... Et salvaré d'aquestos reis que t'assetgen" "